# National Football League Cheerleading

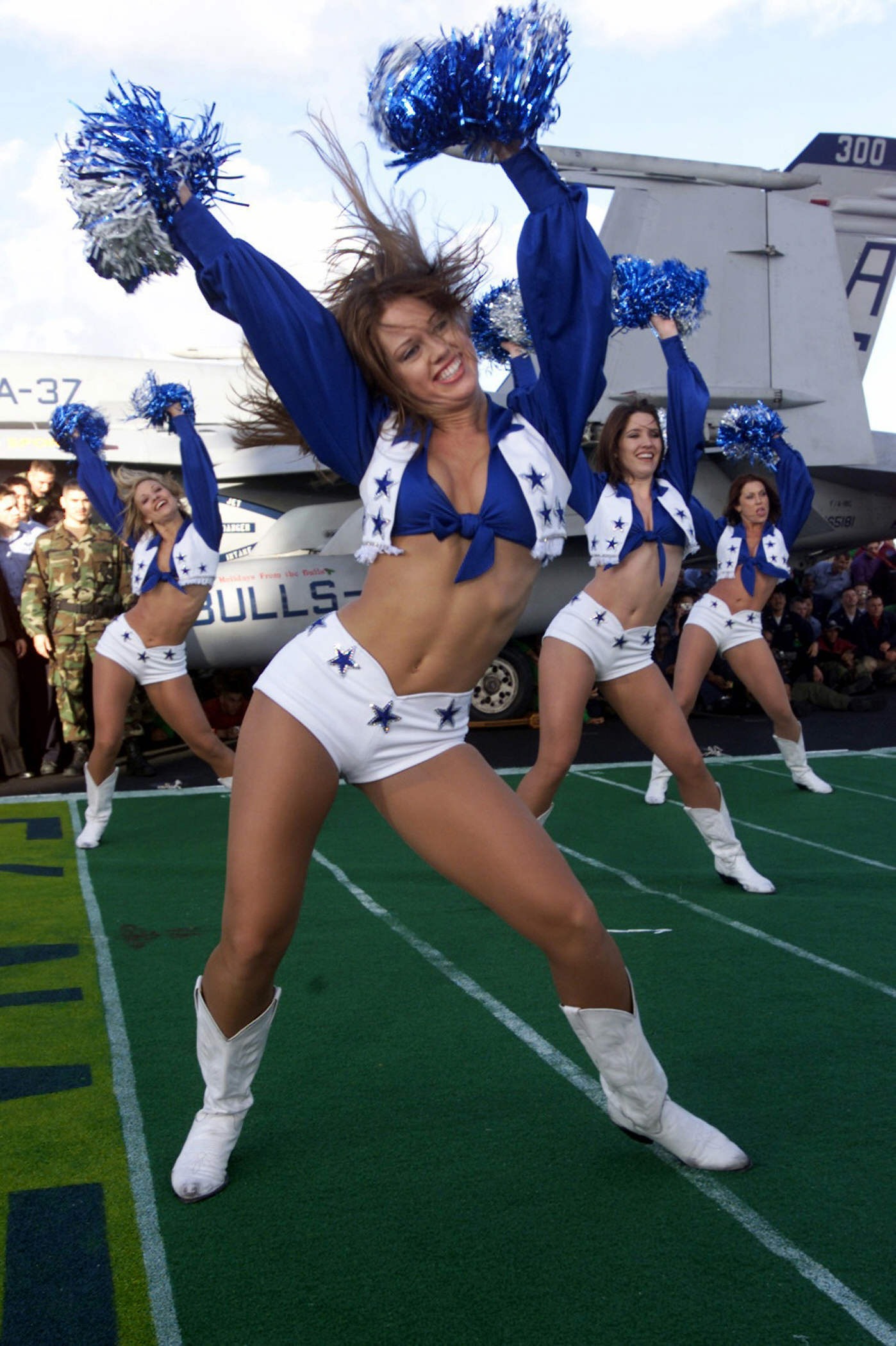
Die Dallas Cowboys Cheerleaders an Bord der Harry S. Truman am 16. Dezember 2000

National Football League Cheerleading, oder einfacher NFL Cheerleading, ist eine professionelle Cheerleading-Liga in den Vereinigten Staaten. 26 der 32 NFL-Teams verfügen in ihrer Franchise über eine Cheerleading-Gruppe. Die weiblichen Beifallsführer sind ein fester Bestandteil des Sports, der einem Team zu mehr Medienaufmerksamkeit, Sendezeit, lokaler Unterstützung und besserem Image verhelfen kann. In der NFL waren die Baltimore Colts 1954 das erste Team mit Cheerleadern. NFL-Teams ohne Cheerleaders sind heutzutage nur die Buffalo Bills, Chicago Bears, Cleveland Browns, New York Giants, Green Bay Packers und die Pittsburgh Steelers.

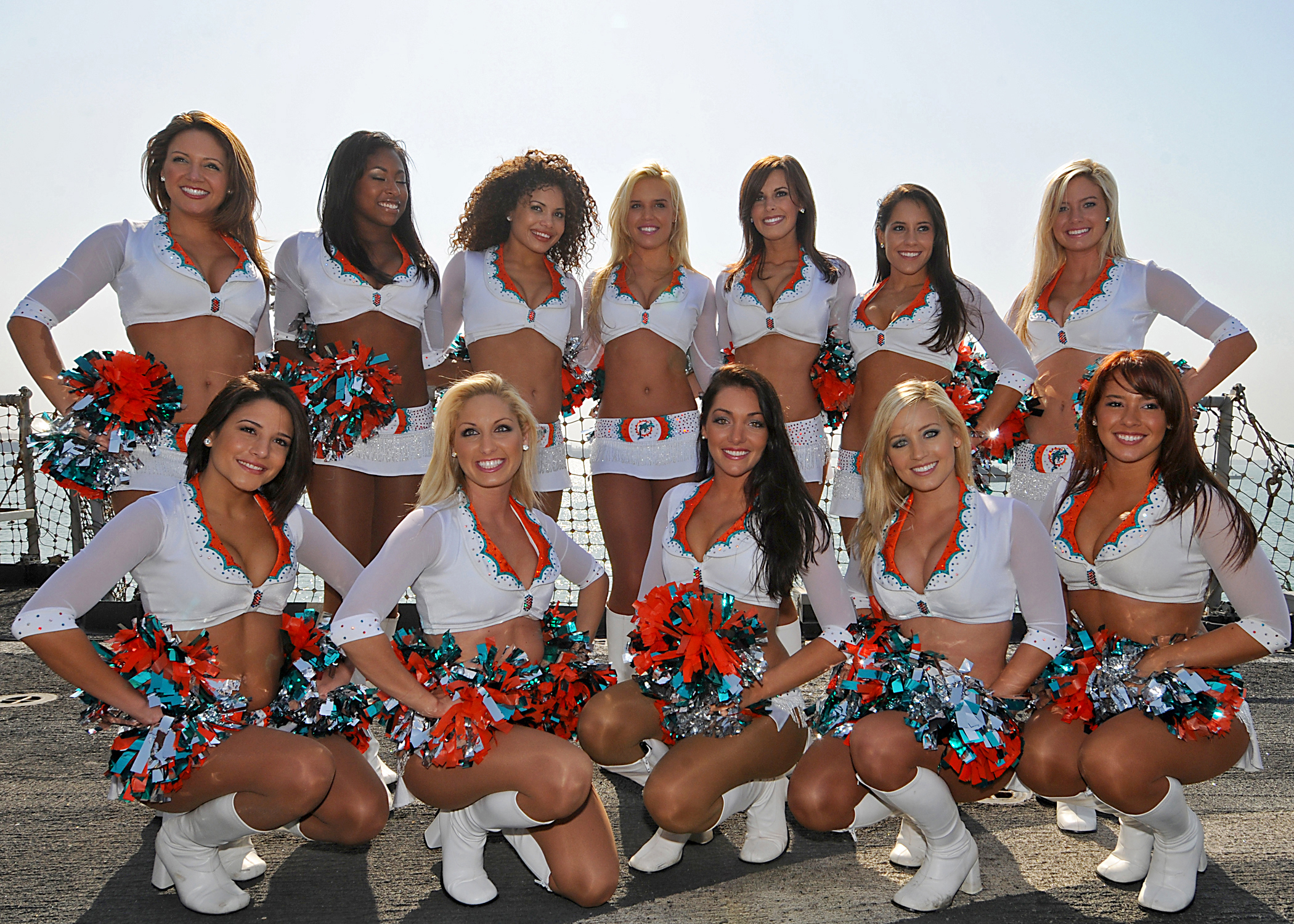
Mitglieder des Miami-Dolphins-Cheerleading-Teams 2009

## Aufgaben
Laut den meisten NFL-Cheerleading-Websites ist das Cheerleading als Teilzeitarbeit klassifiziert. Dennoch verlangt diese Teilzeitaufgabe einen beträchtlichen Zeitaufwand für Training, Übungslager, Spiele, Auftritte, Fotoshootings und Wohltätigkeitsveranstaltungen.
In vielen Fällen sind die Cheerleader Studentinnen an einer Universität oder haben eine solche abgeschlossen und schlagen nach durchschnittlich 1–4 Saisons als Cheerleader andere Karrierewege ein.
Neben ihrer Hauptaufgabe, dem Anfeuern und Animieren während der Footballspiele, haben Cheerleader viele weitere Pflichten. Nahezu jedes Teammitglied ist für Auftritte an Schulen, Veranstaltungen, Konferenzen etc. zu einem festen Honorar verfügbar. Ein erwartetes jährliches Ereignis ist die Veröffentlichung des Kalenders der Gruppe, welcher Teammitglieder für jeden Monat in Badebekleidung, Unterwäsche oder Uniformen zeigt. Abgesehen davon, dass sie eine Hauptstütze der American-Football-Kultur sind, sind Cheerleader eine der größten Unterhaltungsgruppen, die regelmäßig für US-Militäreinheiten in Übersee auftreten. Diese Tourneen und Auftritte werden durch die USO organisiert. Die Teams entsenden ihre Variety Show, eine elitäre Gruppe ihrer besten Mitglieder, um eine Kombination aus Tanz, Musik, Akrobatik, Gymnastik und mehr aufzuführen. Im Februar 2007 schickten die Buffalo Bills sogar eine achtköpfige Gruppe mit Choreograph in das Kampfgebiet des Iraks.
Im Jahr 2006 wurde ein speziell für NFL-Cheerleader ins Leben gerufener Wettbewerb unter dem Namen "NFL Cheerleader Playoffs" auf NFL Network eingeführt. Zwei Frauen von jedem Cheerleading-Team traten gegen andere Teams in einer Vielzahl sportlicher Übungen an. Hierzu zählten Kajakfahren, Sprint über 100 Yards, Hindernislauf und mehr.
Im Super Bowl 2019 waren die Los Angeles Rams die erste Mannschaft, die dort auch mit männlichen Cheerleadern auftraten.

## Teams
Aufgeführt nach Name, mit entsprechendem NFL-Footballteam.
| Name                                                                         | Gegründet                                                                                               | NFL Team              |
| ---------------------------------------------------------------------------- | --- | --------------------- |
| Arizona Cardinals Cheerleaders                                               | 1977 | Arizona Cardinals     |
| Atlanta Falcons Cheerleaders                                                 | 1976 | Atlanta Falcons       |
| Baltimore Ravens Cheerleaders*                                               | 1998 | Baltimore Ravens      |
| Buffalo Jills                                                                | 1967–2014 (Sie bestanden als Buffalo Bills Cheerleaders von 1960 bis 1965)                              | Buffalo Bills         |
| Carolina Topcats                                                             | 1996 | Carolina Panthers     |
| Chicago Honey Bears                                                          | 1976–1985                                                                                               | Chicago Bears         |
| Cincinnati Ben-Gals                                                          | 1976 | Cincinnati Bengals    |
| Dallas Cowboys Cheerleaders                                                  | 1960 | Dallas Cowboys        |
| Denver Broncos Cheerleaders                                                  | 1977 | Denver Broncos        |
| Detroit Lions Cheerleaders                                                   | 2016 | Detroit Lions         |
| Green Bay Packers cheerleaders Green Bay Packerettes Golden Girls Sideliners | Packerettes 1950s Golden Girls 1961–1972 Packerettes 1973–1977 Sideliners 1977–1986                     | Green Bay Packers     |
| Houston Texans Cheerleaders                                                  | 2002 | Houston Texans        |
| Indianapolis Colts Cheerleaders                                              | 1984 (1954–1983 Baltimore Colts Cheerleaders)                                                           | Indianapolis Colts    |
| Jacksonville ROAR                                                            | 1995 | Jacksonville Jaguars  |
| Kansas City Chiefs Cheerleaders                                              | 1970s                                                                                                   | Kansas City Chiefs    |
| Oakland Raiderettes                                                          | 1961 | Las Vegas Raiders     |
| San Diego Charger Girls                                                      | 1990 | Los Angeles Chargers  |
| St. Louis Rams Cheerleaders (ehemals Embraceable Ewes)                       | 1974 gegründet in Los Angeles                                                                           | Los Angeles Rams      |
| Miami Dolphins Cheerleaders                                                  | 1966–1977 Dolphin Dolls 1978–1983 Dolphin Starbrites 1983 – heute Miami Dolphins Cheerleaders           | Miami Dolphins        |
| Minnesota Vikings Cheerleaders                                               | 1961–1963 Vi-Queens 1964–1983 The Parkettes (St. Louis Park High School) 1984 professionell / offiziell | Minnesota Vikings     |
| New England Patriots Cheerleaders                                            | 1977 | New England Patriots  |
| New Orleans Saintsations                                                     | 1977 | New Orleans Saints    |
| Jets Flight Crew                                                             | Jets Flag Crew 2006 Jets Flight Crew 2007 – heute                                                       | New York Jets         |
| Pittsburgh Steelerettes                                                      | 1960–1969                                                                                               | Pittsburgh Steelers   |
| Philadelphia Eagles Cheerleaders                                             | 1948 | Philadelphia Eagles   |
| San Francisco Gold Rush                                                      | 1979 (als Coed Gruppe, seit 1983 als all-girl Gruppe)                                                   | San Francisco 49ers   |
| Seahawks Dancers (ehemals Sea Gals von 1976 bis 2019)                        | 1976 | Seattle Seahawks      |
| Tampa Bay Buccaneers Cheerleaders (ehemals SwashBucklers von 1976 bis 1999)  | 1976 | Tampa Bay Buccaneers  |
| Tennessee Titans Cheerleaders (ehemals The Derrick Dolls von 1975 bis 1999)  | 1975 | Tennessee Titans      |
| Washington Redskins Cheerleaders (ehemals Redskinettes)                      | 1962 | Washington Commanders |

* Die Cheerleading-Gruppe Ravens ist praktisch eine Co-ed-Stunt-Gruppe und eine reine Frauen-Tanz-Gruppe.
Die folgenden NFL-Teams hatten niemals Cheerleader:
- Cleveland Browns
- New York Giants

## Bekannte Cheerleader

### Atlanta Falcons
- Tiffany Fallon, Playboy Playmate of the Year 2005.

### Baltimore Ravens
- Stacy Keibler, ehemalige professionelle WWE-Wrestlerin

### Dallas Cowboys Cheerleaders
- Sarah Shahi, (1999–2000),[15] Schauspielerin, spielt Carmen in The L Word – Wenn Frauen Frauen lieben, zweite Staffel. Kürzlich in NBC's "Life"
- Jill Marie Jones, Schauspielerin, spielt Toni in Girlfriends

### Miami Dolphins Cheerleaders
- Mireya Mayor, Korrespondentin für National Geographic's Wildlife und Expertin und Forscherin für History Channels "Expedition:Africa" Wildlife.[16]

### Oakland/Los Angeles Raiderettes
- Kiana Tom, TV-Fitness-Trainerin, Model & Schauspielerin.

### Los Angeles Rams (vor dem Umzug nach St. Louis)
- Jenilee Harrison,[17] (1978–1980), Schauspielerin, Three's Company

### San Diego Chargers
- Charisma Carpenter, Schauspielerin, spielte Cordelia Chase in Buffy – Im Bann der Dämonen und in Angel – Jäger der Finsternis

### San Francisco Gold Rush
- Teri Hatcher, Schauspielerin

### Seattle Dancers
- Amber Lancaster, Schauspielerin und Model

### Tennessee Titans
- Dr. Monica Williams, Vanderbilt University, Mitarbeiterin der Krebsforschung.[18]

## Pro Bowl

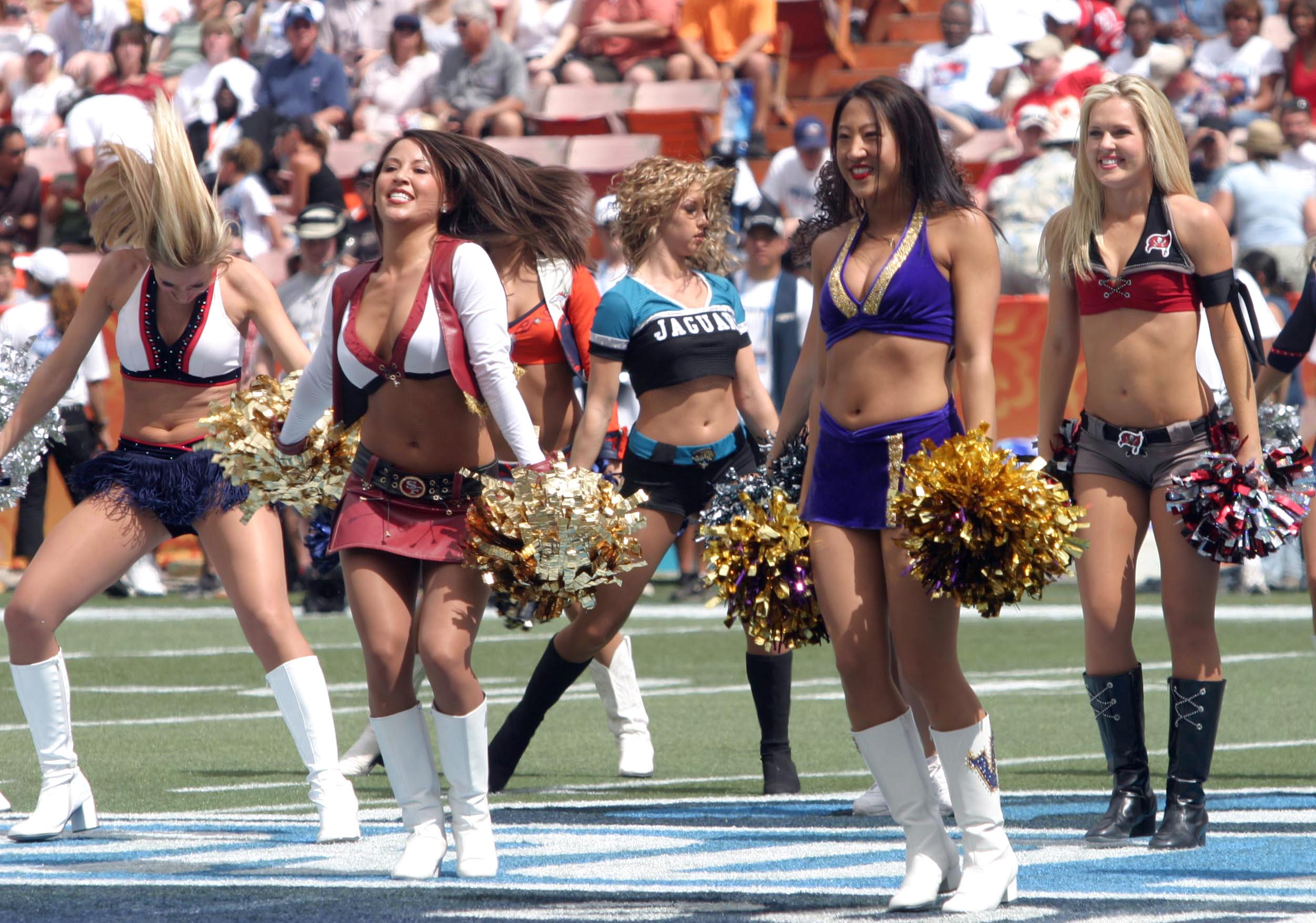
Das Cheerleading Team für den Pro Bowl 2006

Jedes Jahr wird eine Cheerleaderin jedes NFL-Teams ausgewählt, um an den Auftritten des gemeinsamen Pro Bowl Cheerleading Teams teilzunehmen. Traditionell ist dies die höchste Würdigung von Talent und Popularität, die ein NFL Cheerleader empfangen kann.
Die Cheerleader werden durch ein internes System ausgewählt. Dabei dürfen alle Cheerleader und Trainer eines Teams ihre jeweiligen drei Favoriten notieren, die dann nach einer Punkteskala bewertet werden. Für den 3. Platz auf einem Zettel gibt es 1 Punkt, für den zweiten 2 und für den ersten 3. Die Cheerleaderin mit der höchsten Punktzahl darf dann beim Pro Bowl ihr Team vertreten.